# Cottesloe
Cottesloe är en förort till Perth i Australien. Den ligger i kommunen Cottesloe och delstaten Western Australia, omkring 10 kilometer sydväst om centrala Perth. Antalet invånare är 7 065.